# Laodikenserbrevet
Laodikenserbrevet er et nytestamentligt apokryfisk skrift på små 20 vers, der sandsynligvis er skrevet mellem det 2. og 4. århundrede. Skriftet er sandsynligvis blevet til på baggrund af Paulus' reference i Kolossenserbrevet til et brev til menigheden i Laodikea, og da dette ikke er bevaret, har den pseudonyme forfatter ønsket at udfylde dette hul. Brevet er næsten stort set en sammenskrivning af Filipperbrevet og Galaterbrevet og findes kun i latinsk oversættelse, selvom det sandsynligvis oprindelig er skrevet på græsk.